# Tarrenz
Tarrenz (mundartlich Tårrez [ˈtɔʁɛt͡s]) ist eine Gemeinde mit 2855 Einwohnern (Stand 1. Jänner 2024) im Bezirk Imst (Gerichtsbezirk Imst) des Bundeslandes Tirol (Österreich). Es ist eine Landwirtschafts- (mit dem Schwerpunkt in der Schafzucht) und Auspendlergemeinde.

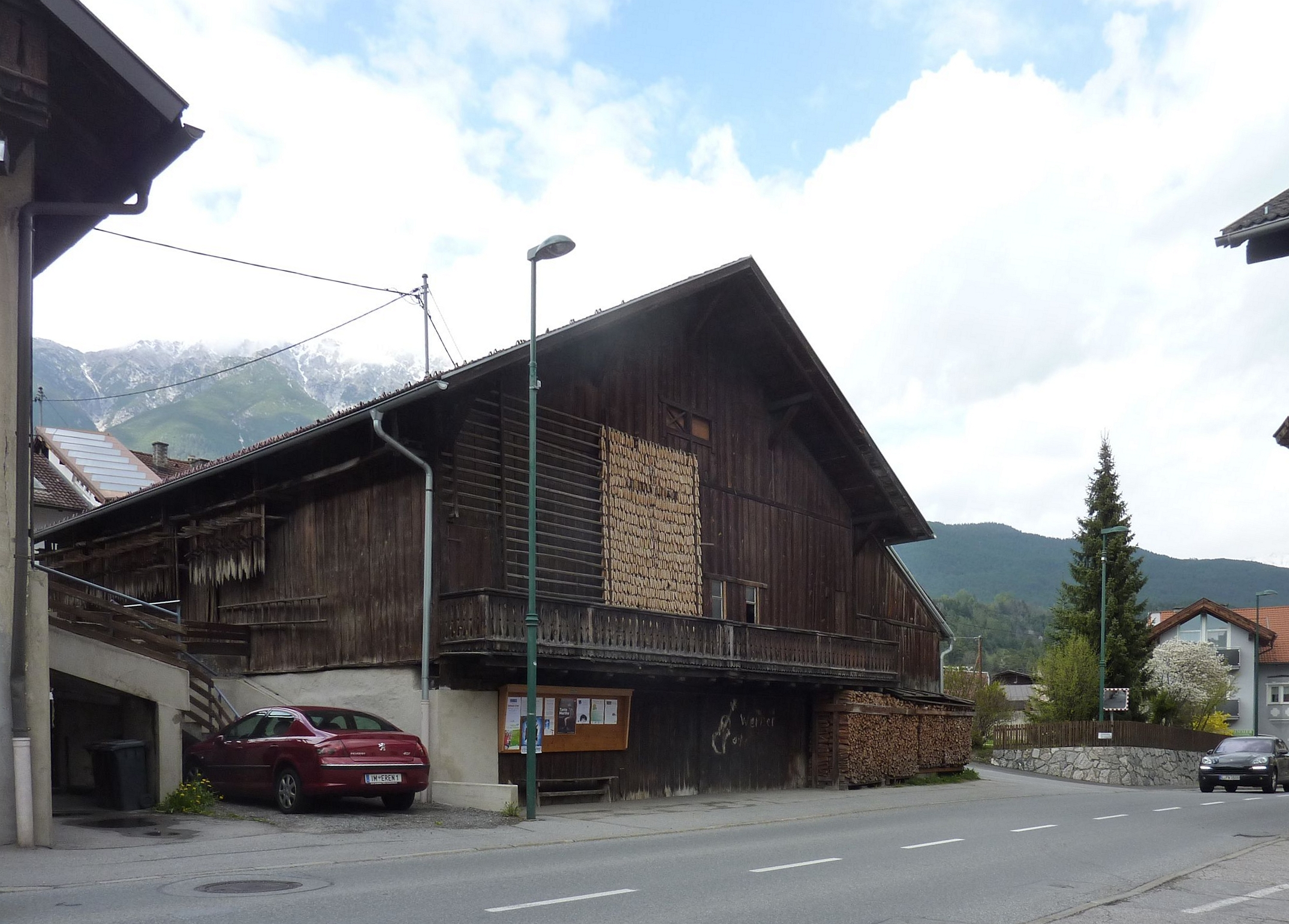
Bauwerk in Tarrenz

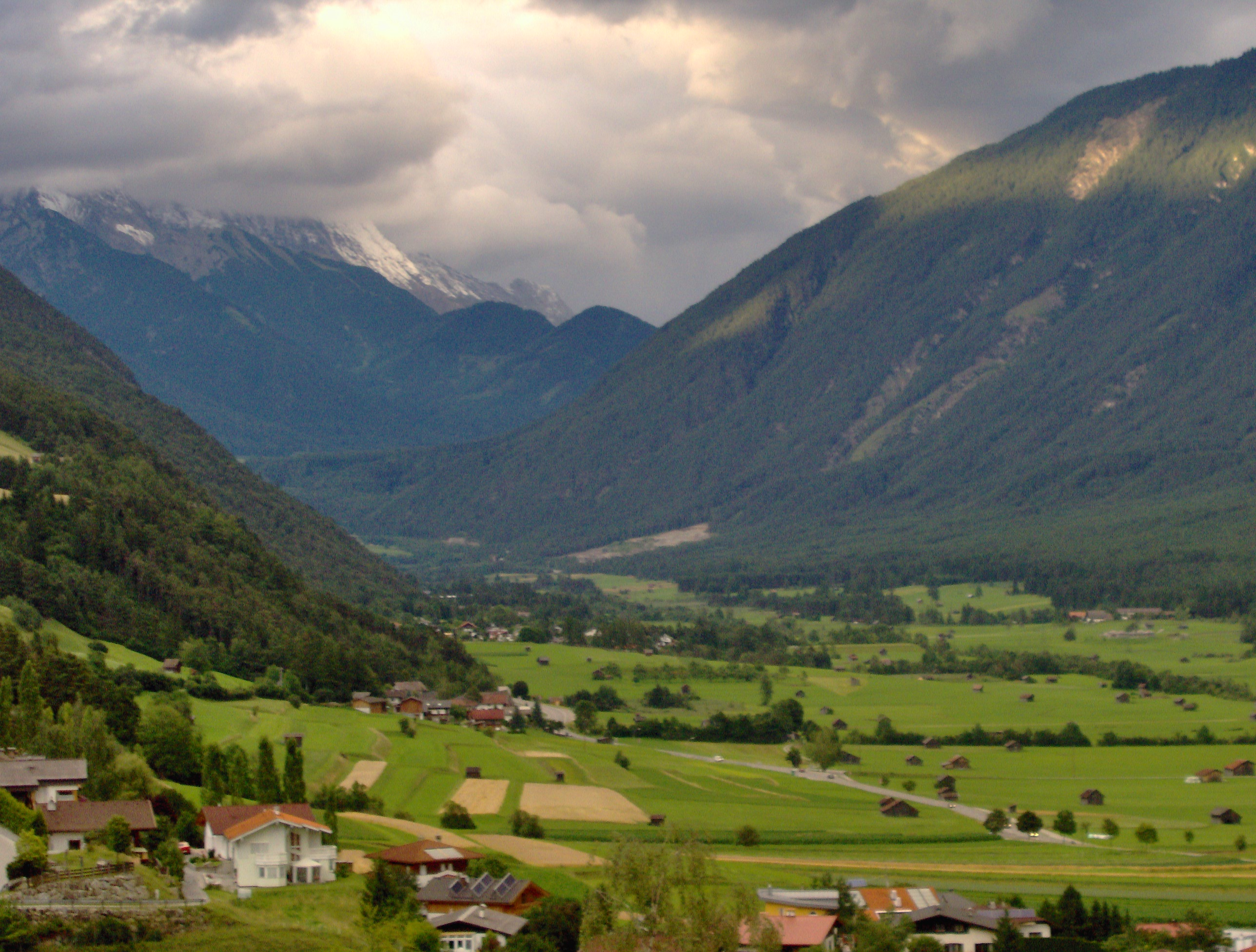
Blick von Tarrenz auf die Berge

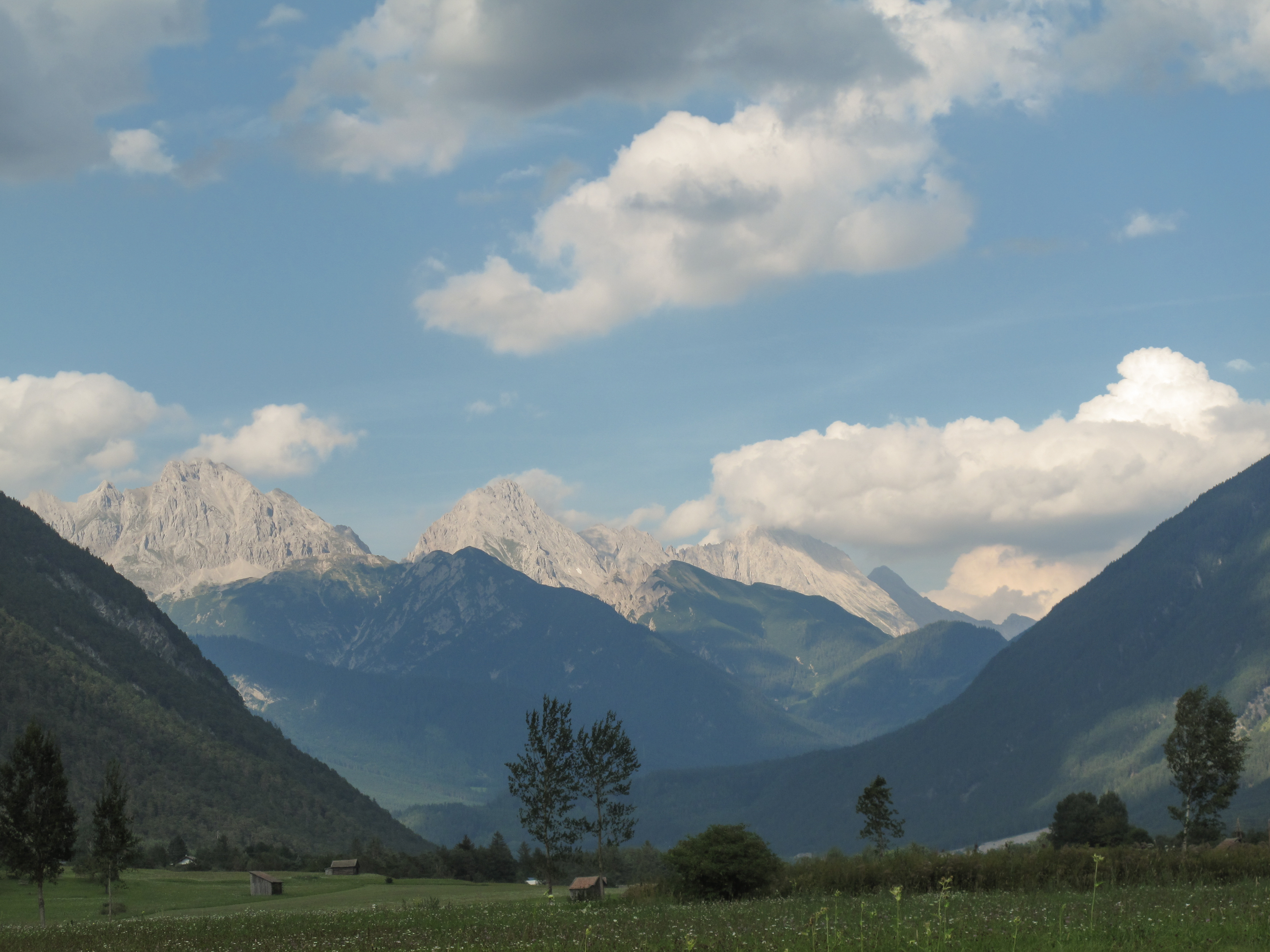
Panorama zwischen Tarrenz und Strad

## Geographie
Das Gemeindegebiet liegt nordöstlich von Imst im äußeren Gurgltal. Der dörfliche Ortskern ist in rätoromanischer Weise dicht verbaut, zudem besteht die Besiedlung aus mehreren Weilern und Höfen am Talboden sowie dem auf den Hängen des Sinnesjoch gelegenen Obtarrenz.
Im Gemeindegebiet befindet sich das Natura 2000 Schutzgebiet Sinnesbrunn sowie das Naturschutzgebiet Antelsberg.

### Gemeindegliederung
Die Gemeinde besteht aus folgenden Weilern: Tarrenz, Obtarrenz, Strad, Walchenbach, Dollinger, Dollinger-Lager.
Die Gemeinde besteht seit 2019 aus der einzigen Katastralgemeinde Tarrenz bzw. gleichnamigen Ortschaft.

### Nachbargemeinden
Zwei der acht Nachbargemeinden liegen im Bezirk Reutte (RE).
|           | Namlos und Berwang (beide RE)               | Nassereith |
| Imst      | Kompassrose, die auf Nachbargemeinden zeigt |            |
| Karrösten | Karres und Roppen**                         | Haiming    |

** Beide grenzen nur an einem gemeinsamen Punkt an.

## Geschichte
Tarrenz wird 1265 als Torrens erstmals urkundlich erwähnt. Der Name geht auf lateinisch Torrens (Sturzbach) zurück. Seit dem 14. Jahrhundert ist Tarrenz als eigene Wirtschaftsgemeinde bezeichnet. 1811 wird Tarrenz eine eigene politische Gemeinde, vorher gehörte es zu Imst.

### Starkenberg
Die Entwicklung von Tarrenz wesentlich mitbestimmt hat das mit den Staufern nach Tirol gekommene Rittergeschlecht der Starkenberger, die einst einflussreiche Grundbesitzer des Tiroler Oberlandes waren. Bereits im 12. Jahrhundert wurde die Burg Altstarkenberg erbaut. Um 1423/26 gingen die Starkenberger in einer Fehde mit dem Landesfürsten Friedrich IV. von Österreich unter.
Die Burg Neustarkenberg wurde zwischen 1310 und 1329 zum Schutz der alten Via Claudia Augusta erbaut und im 15. Jahrhundert erweitert. 1780 erwarb die Imster Kaufmannsfamilie Strele die Burg und vergrößerte sie zu einem Schloss. 1810 erhielt man von der damaligen französischen Besatzung die Erlaubnis gewerbemäßig Bier zu brauen.
Neben der Brauerei Starkenberger liegt das Veranstaltungszentrum Auf Starkenberg.
- Burgruine Alt-Starkenberg
- Burgruine Gebratstein

### Historischer Bergbau
Im gesamten Gurgltal und in seinen Seitentälern wurden vom späten Mittelalter bis in die Frühe Neuzeit mehrere Bergbaugebiete erschlossen, um Bleierz abzubauen. Der Bleiabbau ermöglichte dem Tal bescheidenen Wohlstand, welcher jedoch nur so lange währte, wie der Hauptbleiabnehmer, die Erzhütten zur Verhüttung des Schwazer Fahlerzes, das Rohmaterial brauchen konnte. Im 16. und 17. Jahrhundert wurde der lokale Abbau von erzhaltigem Gestein durch den Import verdrängt, und die Bergbautätigkeiten kamen zum Erliegen. Ein letzter sehr lokaler Abbau im Hochgebirge wurde nach dem Zweiten Weltkrieg beendet.
Im Bergbau Freilichtmuseum Knappenwelt Gurgltal in Tarrenz können die Besucher die Geschichte des Abbaus in Form einer nachgebauten Anlage erleben. Das Museum wurde 2008 gegründet, um den wichtigen Teil der Geschichte, den Bergbau, des Gurgltals und der Gemeinde für Besucher wieder zugänglich zu machen.

#### Radwege
Tarrenz liegt am Fernradweg, der als Via Claudia Augusta entlang einer gleichnamigen antiken Römerstraße verläuft.

### Bevölkerungsentwicklung
EinwohnerJahr90012001500180021002400270030001860189019201950198020102040EinwohnerEinwohnerentwicklung von Tarrenz

## Kultur und Sehenswürdigkeiten

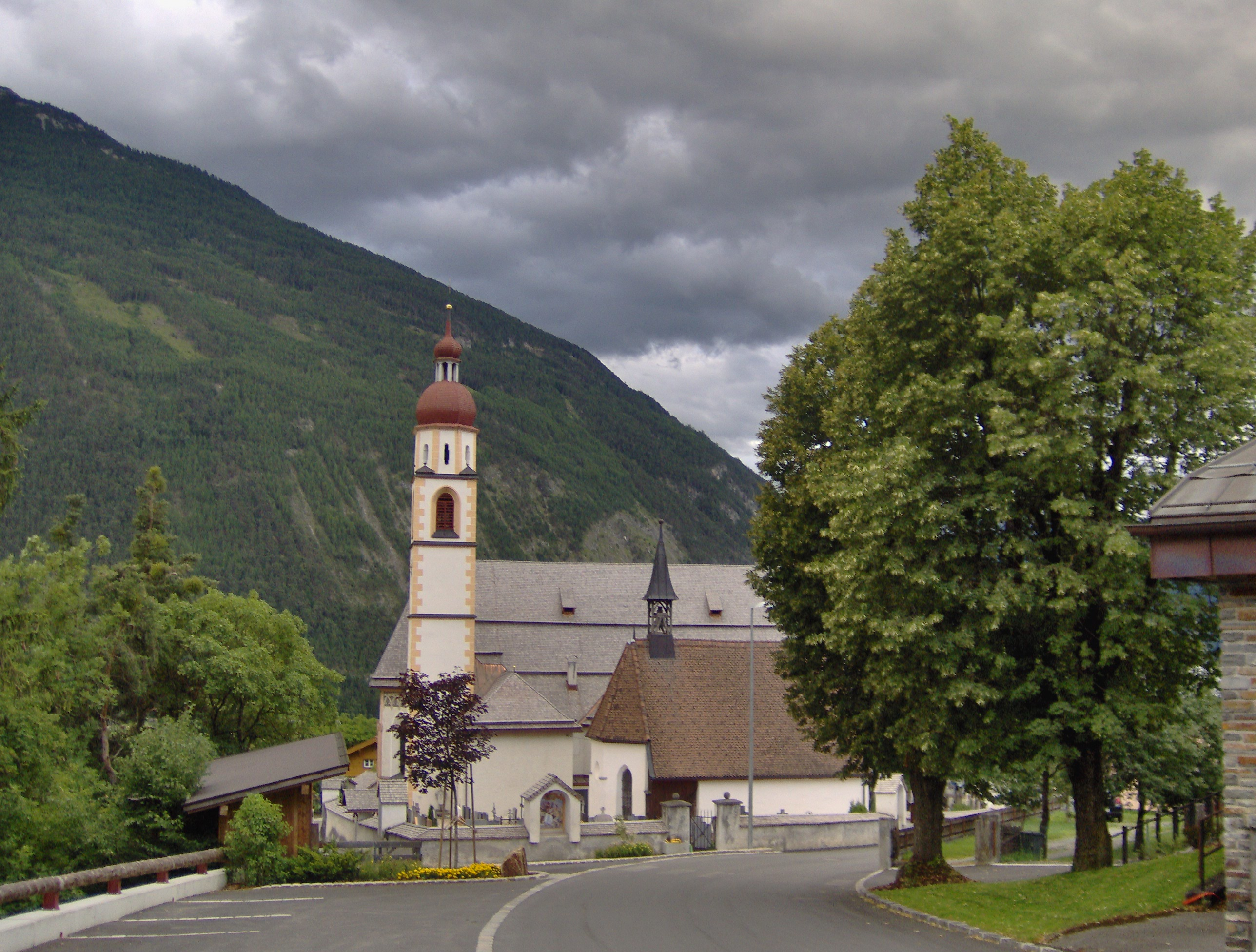
Pfarrkirche Tarrenz

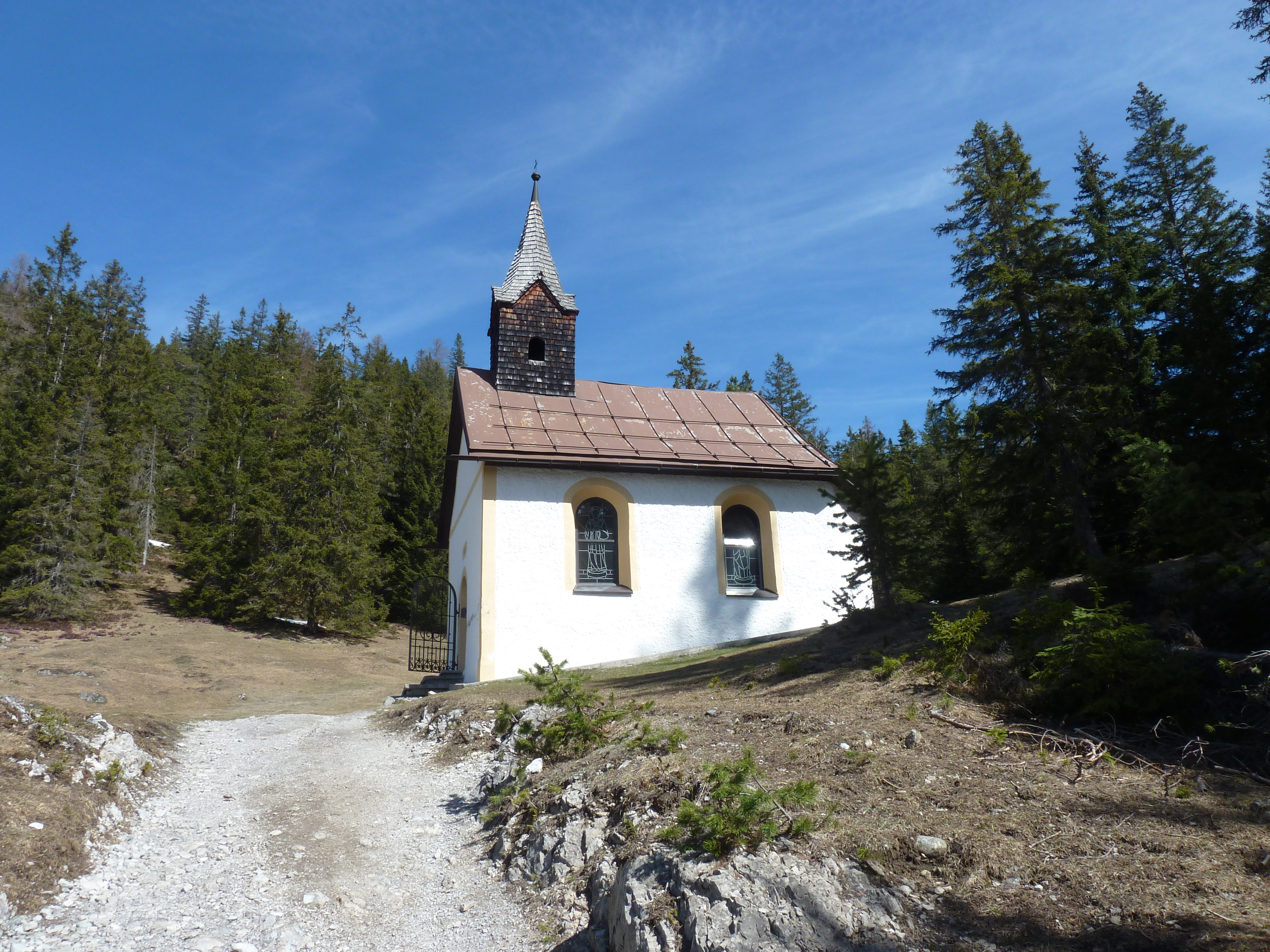
Wallfahrtskapelle Sinnesbrunn

- Katholische Pfarrkirche Tarrenz hl. Ulrich
- Wallfahrtskapelle Sinnesbrunn Unsere Liebe Frau
- Ein Bergbau Freilichtmuseum, die Knappenwelt Gurgltal, zeigt das Leben der Bergleute im 16. Jahrhundert und die Aufbereitung des Erzes. 2013 wurde eine Ausstellung über den Fund der Grabstätte einer Heilerin – die Heilerin vom Gurgltal, die im 17. Jahrhundert lebte, eröffnet.
- Die Fasnacht im Hexendorf Tarrenz hat alle vier Jahre einen wichtigen Platz im Veranstaltungskalender. Die nächste Fasnacht findet 2025 statt.
- Einen weiteren Höhepunkt im Dorfleben bildete das Gassenfest.

## Wirtschaft und Infrastruktur

### Wirtschaftssektoren
Von den 97 landwirtschaftlichen Betrieben des Jahres 2010 waren 11 Haupterwerbsbauern und 82 Nebenerwerbsbauern, 1 Betrieb wurde von einer Personengemeinschaft geführt, 3 von juristischen Personen. Im Produktionssektor arbeiteten 41 Erwerbstätige im Bereich Herstellung von Waren, 35 in der Bauwirtschaft und 1 in der Energieversorgung. Die wichtigsten Arbeitgeber des Dienstleistungssektors waren die Bereiche Handel (193), soziale und öffentliche Dienste (72) und Beherbergung und Gastronomie (52 Mitarbeiter).
| Wirtschaftssektor            | Anzahl Betriebe | Anzahl Betriebe | Erwerbstätige | Erwerbstätige |
| Wirtschaftssektor            | 2011            | 2001            | 2011          | 2001          |
| ---------------------------- | --------------- | --------------- | ------------- | ------------- |
| Land- und Forstwirtschaft 1) | 97              | 102             | 38            | 9             |
| Produktion                   | 25              | 22              | 77            | 135           |
| Dienstleistung               | 114             | 64              | 312           | 258           |

1) Betriebe mit Fläche in den Jahren 2010 und 1999

### Verkehr
Die wichtigste Straßenverbindung ist die Mieminger Straße von Imst nach Nassereith. Der nächste Bahnhof Imst-Pitztal an der Arlbergbahn ist etwas über 5 Kilometer entfernt.

## Politik

### Gemeinderat
In den Gemeinderat werden 15 Mandatare gewählt.
| Partei                     | 2022  | 2022    | 2016  | 2016    |
| Partei                     | %     | Mandate | %     | Mandate |
| -------------------------- | ----- | ------- | ----- | ------- |
| Allgemeine Tarrenzer Liste | 72,51 | 11      | 61,32 | 9       |
| Aktive Liste Tarrenz       | 27,49 | 4       | 31,74 | 5       |
| Freie FPÖ Liste Tarrenz    |       |         | 6,94  | 1       |

### Bürgermeister
Bürgermeister von Tarrenz ist Stefan Rueland.

### Wappen
Der Gemeinde wurde 1970 folgendes Wappen verliehen: Ein schrägrechts geteilter Schild, dessen beide Felder dreimal, oben von Silber und Rot, unten in verwechselten Farben, gespalten sind.
Dieses Wappen ähnelt dem Wappen der Starkenberger, die eine historische Bedeutung für Tarrenz haben.

## Persönlichkeiten

### Ehrenbürger der Gemeinde
- 2020: Rudolf Köll (1956–2023), Bürgermeister von Tarrenz 1998–2020[13]

### Söhne und Töchter der Gemeinde
- Josef Greuter (1817–1888), Priester und Politiker, Mitglied des Abgeordnetenhauses 1864–1888[14]
- Adelgott Schatz (1857–1943), Priester und Historiker
- Hermann Kuprian (1920–1989), Pädagoge, Schriftsteller und Kulturpolitiker
- Hermine Gamper (1930–2010), Mundartdichterin
- Erich Rappold (* 1960), Politiker
- Tobias Pamer (* 1995), Historiker und Schriftsteller[15]

### Mit der Gemeinde verbunden
- Rosa Benesch-Hennig (1903–1986), Malerin